# Ahmed Lakhdar Ghazal
Pour les articles homonymes, voir Ghazal (homonymie).
Ahmed Lakhdar Ghazal أحمد الأخضر غزال, né le 30 octobre 1917 à Aïn Cheggag près de Fès, mort le 13 novembre 2008, est un linguiste et inventeur marocain, directeur de l'Institut de l'arabisation au Maroc. Il a reçu le prix de la communication culturelle en 1996.

## Biographie
Ahmed Lakhdar Ghazal fut membre de l'Académie du royaume du Maroc et directeur de l'Institut d'études et de recherches pour l'arabisation.
En 1939, dès le début de la Seconde Guerre mondiale, il est mobilisé par l’armée française pour combattre auprès des Alliés.
Après des études primaires à l'École des Fils de notables et des études secondaires au collège Moulay Idriss à Fès, il obtient le baccalauréat au lycée mixte de Fès en 1937, puis les certificats de philologie et d'études pratiques en 1938, au lycée Gouraud à Rabat. En congé illimité après la défaite de la France en 1940, il reprend ses études au lycée Gouraud à Rabat et à l'Institut des hautes études marocaines et il obtient le certificat d'arabe classique. Dès la fin de la guerre, il reprend ses études à la Sorbonne à Paris, où il obtient le diplôme d’agrégation d'arabe en 1950. Il est nommé à Alger en 1950, où il entame sa carrière de professeur ; et revient à Casablanca, au Maroc, en 1953.
Le professeur Ahmed Lakhdar Ghazal s'est intéressé très tôt à la problématique de la langue arabe, dès ses études d'agrégation à la Sorbonne. La première question fut celle de l'imprimerie, inventée par Gutenberg (ou réinventée) en 1450. Cette invention des caractères métalliques mobiles pour l'impression typographique a été transposée à l'arabe avec l'apport de siècles de modifications dues aux copistes, durant l'empire ottoman. La réforme de l'imprimerie qu'il a faite est basée sur le concept d'un caractère, une forme, un son et de considérer les voyelles en arabe comme des caractères à part entière et non comme des signes diacritiques. Il dépose son premier brevet de la réforme de l'imprimerie en 1954 et présente en 1959 la première machine à écrire au Roi Mohammed V. Cette réforme de l'imprimerie a conduit en 1976 au système des caractères appelé Arabe Standard Voyellé Codage Arabe.
Parallèlement, il mène une campagne d’alphabétisation en créant « la Ligue marocaine pour l’éducation de base et de la Lutte contre l’analphabétisme » constituée de Madame Malika El fassi, Mohammed Benziane, Abdeslam Benabdeljalil, Mohammed Serghini, Abderrahmane Sayah, le Docteur Jebli et lui-même, qui eut alors un très grand succès.
En 1960, il contribue à la création de l’Institut d’Études et de Recherches pour l’Arabisation dont il est nommé directeur par Dahir Royal.
En 1982 il introduit le caractère arabe en informatique avec le système Codage Arabe Unifié/Forme Définitive CODARU/FD qui adonné lieu à la norme ISO 9036 et ASMO 969, utilisé aujourd'hui à l'échelle mondiale.
Il élabore la méthodologie pour moderniser la langue arabe pour être une langue scientifique et technologique grâce à l'arabisation de niveau, ce qui lui a permis, par la suite, de faire évoluer ses projets et à adapter des caractères arabes dans le satellite Arabsat.

### Ouvrages
- Introduction de la langue arabe en informatique (1987)
- Le Système Lakhdar-Ghazal de composition arabe standard (197?)
- Mohamed El Fassi (1967)
- Pour apprendre la langue arabe : lecture, écriture, prononciation, exercices avec corrigés (1958)
- Projet de restructuration (1976)